# Basilica della Vergine degli Abbandonati
La Real Basilica della Vergine degli Abbandonati (in catalano Real Basílica de la Mare de Déu dels Desemparats, in spagnolo Real Basílica de la Virgen de los Desamparados) è una grande basilica cattolica che si trova a Valencia in plaza de la Virgen.

## Storia

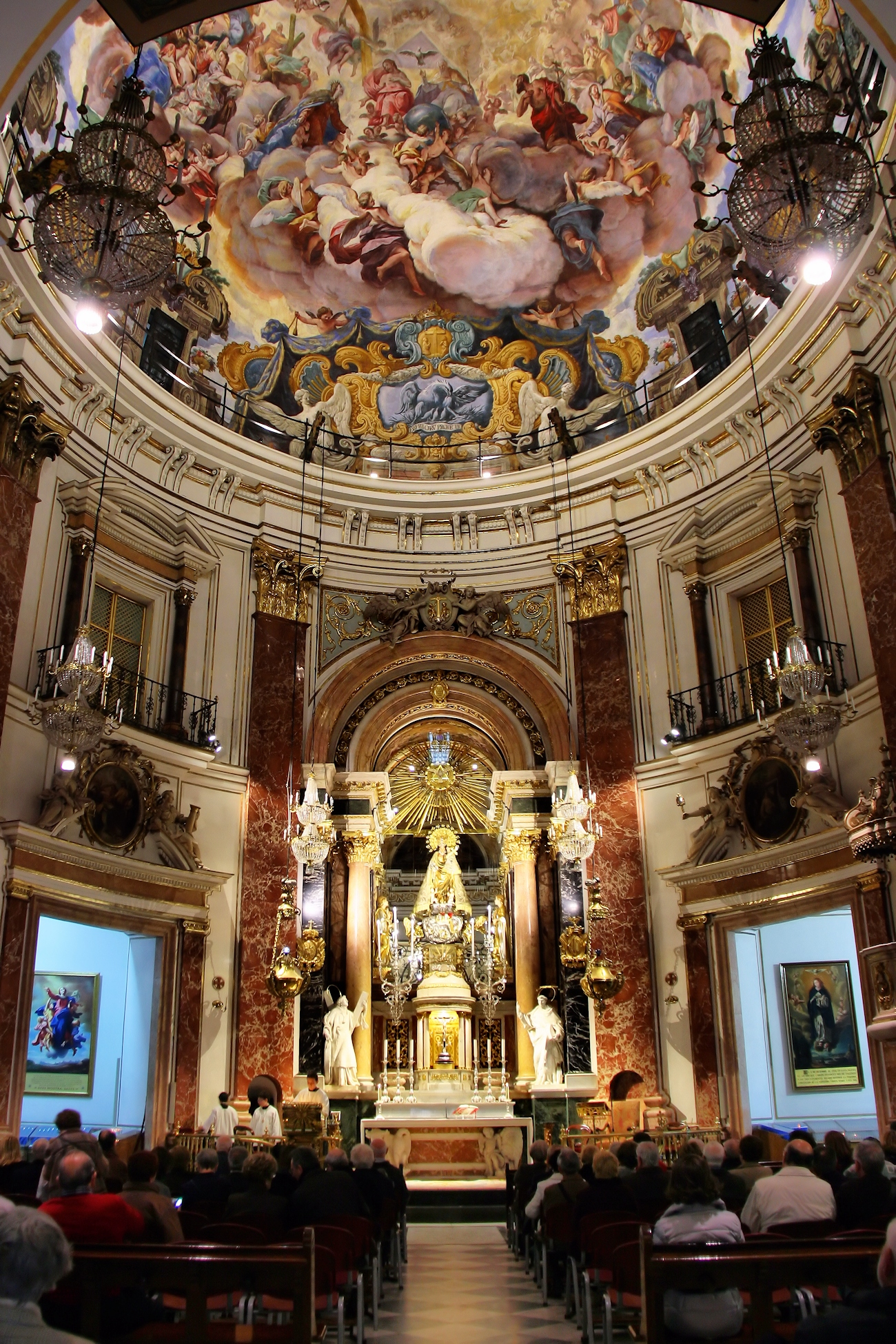
Interno della basilica

La costruzione della basilica dedicata alla Vergine degli Abbandonati (patrona di Valencia) cominciò nel 1652, secondo il progetto di Diego Martínez Ponce de Urrana, con l'aiuto di José Montero e José Artíguez. Fu consacrata il 10 maggio 1667.
All'interno è custodita una statua mariana, dedicata alla patrona, considerata di origine miracolosa dai fedeli.